# Sportsko-poslovni centar "Vojvodina"
Sportsko-poslovni centar "Vojvodina" (Srp. ćirilica: Спортски, пословни и економски центар "Војводина" - Нови Сад), poznatiji kao SPENS, višenamjenska je športska dvorana s pratećim sadržajima, predviđena za održavanje športskih, kulturnih, poslovnih i zabavnih manifestacija. Dvorana je izgrađena povodom 36. svjetskog prvenstva u stolnom tenisu. Gradnja dvorane započela je 1979., a radovi su završeni 14. travnja 1981. Projektiranje je preuzela tvrtka Institut za arhitekturu, urbanizam i prostorno planiranje Arhitektonskog fakulteta u Sarajevu, a glavni projektanti bili su profesor Živorad Janković, dipl.ing.arh., profesor Branko Bulić, dipl.ing.arh. i Duško Bogunović, dipl.ing.arh. Površina dvorane je 85.000 m2, a kapacitet je 7.022 sjedećih mjesta.